# Pallacanestro Varese 2016-2017
Questa voce raccoglie le informazioni riguardanti la Pallacanestro Varese nelle competizioni ufficiali della stagione 2016-2017.

## Stagione
La stagione 2016-2017 della Pallacanestro Varese, sponsorizzata per il terzo anno consecutivo da Openjobmetis, è la 68ª nel massimo campionato italiano di pallacanestro.
Sulla panchina è confermato Paolo Moretti, mentre Claudio Coldebella sostituisce Bruno Arrigoni nel ruolo di general manager. La presidenza della società passa nelle mani di Marco Vittorelli, che succede a Stefano Coppa.
Quattro sono i giocatori confermati dalla stagione precedente: Daniele Cavaliero, Luca Campani, Kristjan Kangur e Giancarlo Ferrero. Inizialmente fa parte del roster anche Lorenzo Molinaro, rientrato dal prestito a Ravenna, ma il suo contratto viene rescisso.
Durante la sessione di mercato estiva si uniscono alla squadra i playmaker Aleksa Avramović ed Eric Maynor, la guardia Melvin Johnson, le ali Christian Eyenga, Matteo Canavesi e Norvel Pelle e il centro O.D. Anosike. Per Maynor ed Eyenga si tratta di un ritorno, in quanto avevano già giocato insieme con la maglia biancorossa per una parte della stagione 2014-15.
La nuova stagione parte ufficialmente il 12 agosto con il raduno al Pala2a. Alla squadra, durante la preparazione, vengono aggregati anche Massimo Bulleri e Stefano Borsato, per dare una mano negli allenamenti, sopperire agli infortuni occorsi e garantire a Maynor un recupero graduale dall'infortunio al ginocchio subito la stagione precedente. Bulleri, a metà settembre, viene ufficialmente ingaggiato come terzo playmaker.
Per il terzo anno consecutivo Chiavenna è la sede del ritiro, che si svolge dal 21 al 28 agosto.
Varese partecipa anche alla FIBA Champions League, coppa europea alla sua prima edizione, partendo dai preliminari. L'avversario designato per contendere l'accesso alla coppa è Benfica e le due sfide si svolgono il 27 e il 29 settembre. La partita di andata, giocata in Portogallo, viene vinta da Varese con il punteggio di 75 a 72. La regular season di Champions League viene definitivamente conquistata due giorni dopo, quando è Benfica a imporsi per due punti, non sufficienti però a ribaltare la differenza canestri, che rimane favorevole a Varese.
Il 3 ottobre Varese inizia ufficialmente anche il campionato, con la trasferta in Sardegna contro la Dinamo Sassari, che si impone per 78-72.
Il 16 dicembre avvengono i primi movimenti di mercato: tocca a Melvin Johnson lasciare il posto in squadra a Dominique Johnson.
Il 22 dicembre viene esonerato l'allenatore Paolo Moretti, a causa di un avvio di stagione negativo sia in coppa (2 vittorie, 8 sconfitte), che in campionato (4 vittorie, 8 sconfitte). Il giorno seguente la panchina viene affidata ad Attilio Caja.

## Roster
Aggiornato al 14 dicembre 2016.
| OpenJobMetis Varese 2016-17 | OpenJobMetis Varese 2016-17 |
| Giocatori                   | Staff tecnico               |
| --------------------------- | --------------------------- |

| N. | Naz.                                        | Ruolo | Nome                  | Anno | Alt.   | Peso   |  |
| -- | ------------------------------------------- | ----- | --------------------- | ---- | ------ | ------ |  |
| 0  | Stati Uniti (bandiera)                      | G     | Dominique Johnson     | 1987 | 191 cm | 88 kg  |  |
| 1  | Stati Uniti (bandiera) · Nigeria (bandiera) | C     | O.D. Anosike          | 1991 | 203 cm | 109 kg |  |
| 3  | Stati Uniti (bandiera)                      | P     | Eric Maynor           | 1987 | 190 cm | 79 kg  |  |
| 4  | Serbia (bandiera)                           | P     | Aleksa Avramović      | 1994 | 192 cm | 84 kg  |  |
| 5  | Antigua e Barbuda (bandiera)                | C     | Norvel Pelle          | 1993 | 211 cm | 98 kg  |  |
| 6  | Italia (bandiera)                           | P     | Massimo Bulleri       | 1977 | 188 cm | 85 kg  |  |
| 10 | Italia (bandiera)                           | PG    | Daniele Cavaliero (C) | 1984 | 188 cm | 83 kg  |  |
| 12 | Italia (bandiera)                           | AG    | Luca Campani          | 1990 | 208 cm | 98 kg  |  |
| 14 | Estonia (bandiera)                          | AG    | Kristjan Kangur       | 1982 | 202 cm | 100 kg |  |
| 15 | Italia (bandiera)                           | AP    | Andrea Lo Biondo      | 1998 | 206 cm | 92 kg  |  |
| 20 | Italia (bandiera)                           | AG    | Matteo Canavesi       | 1986 | 204 cm | 92 kg  |  |
| 21 | Italia (bandiera)                           | AP    | Giancarlo Ferrero (C) | 1988 | 194 cm | 92 kg  |  |
| 31 | RD del Congo (bandiera)                     | AP    | Christian Eyenga      | 1989 | 201 cm | 95 kg  |  |
| 32 | Stati Uniti (bandiera)                      | G     | Melvin Johnson        | 1993 | 191 cm | 91 kg  |  |
| -  | Italia (bandiera)                           | A     | Gianmarco De Vita     | 1997 | 195 cm | 85 kg  |  |
| -  | Italia (bandiera)                           |       | Samuele Del Bosco     | 1998 |        |        |  |
| -  | Italia (bandiera)                           | G     | Matteo Lo Biondo      | 1997 |        |        |  |
| -  | Italia (bandiera)                           | P     | Manuel Rossi          | 1997 | 182 cm |        |  |

| Allenatore                                                                                    |
| Paolo Moretti (fino al 22 dicembre) Attilio Caja (dal 23 dicembre)                            |
| Assistente/i                                                                                  |
| - Paolo Conti - Stefano Vanoncini Legenda - (C) Capitano - (IN) Inattivo - Infortunato Roster |

### Staff tecnico e dirigenziale
- Allenatore: Paolo Moretti (fino al 22 dicembre)
Attilio Caja (dal 23 dicembre)
- Vice-allenatore: Stefano Vanoncini
- Assistente: Paolo Conti
- Preparatore Atletico: Marco Armenise
- Staff Medico: Stefano Sella
- Staff Medico: Daniele Marcolli
- Fisioterapista: Mauro Bianchi
- Fisioterapista: Matteo Bianchi
- Fisioterapista: Davide Zonca

- Presidente: Marco Vittorelli
- Vicepresidente: Monica Salvestrin
- Amministratore delegato: Fabrizio Fiorini
- Consigliere: Antonio Bulgheroni
- Consigliere: Riccardo Polinelli
- General Manager: Claudio Coldebella
- Team Manager: Massimo Ferraiuolo
- Area Sportiva e Organizzativa: Mario Oioli
- Segreteria Organizzativa: Luca Piontini
- Responsabile Marketing: Luna Tovaglieri
- Assistente Marketing: Elisa Fabris
- Ufficio Stampa: Davide Minazzi
- Ufficio Stampa: Marco Gandini
- Brand Manager & Events: Sara Patitucci
- Responsabile Logistica e Biglietteria: Raffaella Demattè
- Biglietteria: Luca Maffioli
- Amministrazione: Sara Patitucci
- Amministrazione: Raffaella Dematté
- Logistica Pala2a: Giancarlo Bottelli
- Logistica Pala2a: Ennio Lorigiola
- Logistica Pala2a: Giorgio Caielli
- Dirigente Addetto agli Arbitri: Alessandro Galleani
- Accoglienza Squadra Ospite: Angelo Daverio
- Resp.le instant replay: Andrea Avigni
- Centralino: Gianluigi D'Agostino
- Resp.le Settore Giovanile: Massimo Ferraiuolo
- Resp.le Tecnico Settore Giovanile: Giulio Besio
- Resp.le Tecnico Minibasket: Gianfranco Pinelli
- Responsabile Rapporti con la FIP: Mario Oioli
- Responsabile Statistiche: Marco Canavesi

## Mercato estivo
| Arrivi | Arrivi           | Arrivi           | Arrivi        |
| R      | Nome             | da               | Modalità      |
| ------ | ---------------- | ---------------- | ------------- |
| P      | Aleksa Avramović | Borac Čačak      | definitivo    |
| C      | O.D. Anosike     | N.B. Brindisi    | definitivo    |
| G      | Melvin Johnson   | VCU Rams         | definitivo    |
| P      | Eric Maynor      | Nižnij Novgorod  | definitivo    |
| A      | Lorenzo Molinaro | Basket Ravenna   | fine prestito |
| A      | Norvel Pelle     | Homenetmen       | definitivo    |
| A      | Matteo Canavesi  | Pall. Trieste    | definitivo    |
| A      | Christian Eyenga | Auxilium Torino  | definitivo    |
| P      | Massimo Bulleri  | Basket Ferentino | definitivo    |

| Partenze | Partenze             | Partenze           | Partenze       |
| R        | Nome                 | a                  | Modalità       |
| -------- | -------------------- | ------------------ | -------------- |
| G        | Maalik Wayns         | Enisey Krasnojarsk | fine contratto |
| A        | Lorenzo Molinaro     | Basket Agropoli    | fine contratto |
| C        | Brandon Davies       | Monaco             | fine contratto |
| P        | Ovidijus Varanauskas | Valmiera           | fine contratto |
| P        | Chris Wright         | Auxilium Torino    | fine contratto |
| A        | Rihards Kuksiks      | Free agent         | fine contratto |
| A        | Mouhammad Faye       | Promitheas         | fine contratto |

## Dopo l'inizio della stagione
| Arrivi | Arrivi            | Arrivi       | Arrivi     |
| R      | Nome              | da           | Modalità   |
| ------ | ----------------- | ------------ | ---------- |
| G      | Dominique Johnson | Alba Berlino | definitivo |
| ALL    | Attilio Caja      | Free agent   | definitivo |

| Partenze | Partenze          | Partenze      | Partenze                |
| R        | Nome              | a             | Modalità                |
| -------- | ----------------- | ------------- | ----------------------- |
| G        | Melvin Johnson    | Free agent    | risoluzione consensuale |
| ALL      | Paolo Moretti     | Free agent    | esonero                 |
| PG       | Daniele Cavaliero | Pall. Trieste | risoluzione consensuale |

## Risultati

### Serie A

#### Regular season

##### Girone di andata
| Arbitri: | Enrico Sabetta (Termoli) Denis Quarta (Rivalta di Torino) Matteo Boninsegna (Milano) |

|                                        |            |                                 |
| Johnson-Odom 18 Sacchetti 16 Carter 14 | Punti      | 15 Anosike 12 Maynor 11 Johnson |
| Stipčević 4                            | Assist     | 6 Maynor                        |
| Olaseni 7                              | Rimbalzi   | 14 Anosike                      |
| Federico Pasquini                      | Allenatori | Paolo Moretti                   |

| Arbitri: | Roberto Begnis (Crema) Emanuele Aronne (Viterbo) Valerio Grigioni (Roma) |

|                                          |            |                               |
| Johnson 23 Eyenga 19 Avramović, Pelle 10 | Punti      | 14 Watt 12 Czyż 11 Cinciarini |
| Maynor 8                                 | Assist     | 4 Sosa                        |
| Pelle 12                                 | Rimbalzi   | 10 Czyż                       |
| Paolo Moretti                            | Allenatori | Sandro Dell'Agnello           |

| Arbitri: | Carmelo Paternicò (Piazza Armerina) Carmelo Lo Guzzo (Pisa) Dario Morelli (Brindisi) |

|                                                                |            |                                                          |
| Awudu Abass 15 Jamel McLean 13 Milan Mačvan, Davide Pascolo 11 | Punti      | 19 Aleksa Avramović 14 Luca Campani 11 Daniele Cavaliero |
| Ricky Hickman 7                                                | Assist     | 6 Eric Maynor                                            |
| Milan Mačvan 9                                                 | Rimbalzi   | 12 O.D. Anosike                                          |
| Jasmin Repeša                                                  | Allenatori | Paolo Moretti                                            |

| Arbitri: | Tolga Sahin (Messina) Emanuele Aronne (Viterbo) Fabrizio Paglialunga (Taranto) |

|                                                                       |            |                                                  |
| Eric Maynor, Christian Eyenga 18 Melvin Johnson 12 Kristjan Kangur 11 | Punti      | 18 Durand Scott 17 Amath M'Baye 15 Robert Carter |
| Eric Maynor 6                                                         | Assist     | 3 tre giocatori                                  |
| O.D. Anosike, Norvel Pelle 12                                         | Rimbalzi   | 6 Durand Scott                                   |
| Paolo Moretti                                                         | Allenatori | Romeo Sacchetti                                  |

| Arbitri: | Dino Seghetti (Livorno) Gabriele Bettini (Bologna) Matteo Boninsegna (Milano) |

|                                                                         |            |                                                                    |
| David Cournooh 20 Terran Petteway 14 Andrea Crosariol, Daniele Magro 12 | Punti      | 15 Daniele Cavaliero 10 Melvin Johnson 8 Eric Maynor, Norvel Pelle |
| Ronald Moore 7                                                          | Assist     | 3 Eric Maynor                                                      |
| Eric Lombardi 8                                                         | Rimbalzi   | 7 Norvel Pelle                                                     |
| Vincenzo Esposito                                                       | Allenatori | Paolo Moretti                                                      |

| Arbitri: | Massimiliano Filippini (San Lazzaro) Mark Bartoli (Trieste) Denny Borgioni (Roma) |

|                                                    |            |                                                                  |
| Christian Eyenga 20 Eric Maynor 15 Norvel Pelle 12 | Punti      | 16 Adonis Thomas 14 Joe Ragland 13 Marques Green, Kyrylo Fesenko |
| Eric Maynor 8                                      | Assist     | 6 Joe Ragland                                                    |
| Norvel Pelle 13                                    | Rimbalzi   | 9 Marco Cusin                                                    |
| Paolo Moretti                                      | Allenatori | Stefano Sacripanti                                               |

| Arbitri: | Saverio Lanzarini (Bologna) Lorenzo Baldini (Firenze) Gianluca Calbucci (Pomezia) |

|                                                   |            |                                                                       |
| Jarrod Jones 27 Ryan Harrow 21 Marcus Thornton 11 | Punti      | 21 Aleksa Avramović 19 Christian Eyenga 10 Luca Campani, O.D. Anosike |
| Ryan Harrow, Marcus Thornton 4                    | Assist     | 5 Eric Maynor                                                         |
| Jarrod Jones 6                                    | Rimbalzi   | 6 Eric Maynor                                                         |
| Piero Bucchi                                      | Allenatori | Paolo Moretti                                                         |

| Arbitri: | Maurizio Biggi (Castel San Giovanni) Guido Federico Di Francesco (Termoli) Fabrizio Paglialunga (Taranto) |

|                                                       |            |                                                  |
| Melvin Johnson 12 Christian Eyenga 11 tre giocatori 9 | Punti      | 18 Christian Burns 17 Marcus Landry 15 Lee Moore |
| Eric Maynor 5                                         | Assist     | 6 Luca Vitali                                    |
| O.D. Anosike 9                                        | Rimbalzi   | 9 Christian Burns                                |
| Paolo Moretti                                         | Allenatori | Andrea Diana                                     |

| Arbitri: | Gabriele Bettini (Bologna) Alessandro Martolini (Roma) Valerio Grigioni (Roma) |

|                                                         |            |                                                    |
| Dominique Archie 16 Drake Diener 13 Antonio Iannuzzi 11 | Punti      | 19 Christian Eyenga 13 Eric Maynor 11 O.D. Anosike |
| Bruno Fitipaldo 7                                       | Assist     | 6 Eric Maynor                                      |
| Dominique Archie 10                                     | Rimbalzi   | 11 O.D. Anosike                                    |
| Gennaro Di Carlo                                        | Allenatori | Paolo Moretti                                      |

| Arbitri: | Roberto Begnis (Crema) Guido Federico Di Francesco (Termoli) Denny Borgioni (Roma) |

|                                                    |            |                                                        |
| Eric Maynor 32 Aleksa Avramović 16 O.D. Anosike 11 | Punti      | 25 Dominic Waters 24 JaJuan Johnson 19 Tremmell Darden |
| tre giocatori 2                                    | Assist     | 11 Dominic Waters                                      |
| O.D. Anosike 10                                    | Rimbalzi   | 17 Tremmell Darden                                     |
| Paolo Moretti                                      | Allenatori | Kyryll Bol'šakov                                       |

| Arbitri: | Tolga Sahin (Messina) Maurizio Biggi (Castel San Giovanni) Mauro Belfiore (Napoli) |

|                                                       |            |                                                                        |
| Eric Maynor 18 Christian Eyenga 13 Massimo Bulleri 11 | Punti      | 21 Pietro Aradori 12 Achille Polonara, Amedeo Della Valle 8 Sava Lešić |
| tre giocatori 3                                       | Assist     | 2 Achille Polonara, Delroy James                                       |
| O.D. Anosike 13                                       | Rimbalzi   | 7 Achille Polonara                                                     |
| Paolo Moretti                                         | Allenatori | Massimiliano Menetti                                                   |

| Arbitri: | Massimiliano Filippini (San Lazzaro) Alessandro Martolini (Roma) Roberto Radaelli (Milano) |

|                                        |            |                                 |
| Lighty 34 Baldi Rossi 12 Flaccadori 10 | Punti      | 20 Johnson 16 Anosike 11 Maynor |
| Flaccadori 3                           | Assist     | 10 Maynor                       |
| Gomers 6                               | Rimbalzi   | 12 Anosike                      |
| Maurizio Buscaglia                     | Allenatori | Paolo Moretti                   |

| Arbitri: | Saverio Lanzarini (Bologna) Beniamino Manuel Attard (Priolo Gargallo) Nicola Ranaudo (Milano) |

|                                                    |            |                                                    |
| Dominique Johnson 23 Norvel Pelle 13 Eric Maynor 7 | Punti      | 19 Marquez Haynes 18 Michael Bramos 13 Tyrus McGee |
| Eric Maynor 7                                      | Assist     | 4 Hrvoje Perić                                     |
| O.D. Anosike 14                                    | Rimbalzi   | 8 Jamelle Hagins                                   |
| Attilio Caja                                       | Allenatori | Walter De Raffaele                                 |

| Arbitri: | Gianluca Sardella (Rimini) Emanuele Aronne (Viterbo) Denis Quarta (Rivalta di Torino) |

|                                                  |            |                                                         |
| TaShawn Thomas 25 Tu Holloway 15 Paul Biligha 12 | Punti      | 20 Christian Eyenga 13 O.D. Anosike 9 Giancarlo Ferrero |
| Tu Holloway 10                                   | Assist     | 2 cinque giocatori                                      |
| Paul Biligha 8                                   | Rimbalzi   | 20 O.D. Anosike                                         |
| Paolo Lepore                                     | Allenatori | Attilio Caja                                            |

| Arbitri: | Gianluca Mattioli (Pesaro) Michele Rossi (arbitro) (Sansepolcro) Mauro Belfiore (Napoli) |

|                                                          |            |                                                     |
| Christian Eyenga 23 Dominique Johnson 19 O.D. Anosike 11 | Punti      | 22 Chris Wright 19 Deron Washington 18 Jamil Wilson |
| Eric Maynor 7                                            | Assist     | 7 Chris Wright                                      |
| O.D. Anosike 17                                          | Rimbalzi   | 8 Chris Wright                                      |
| Attilio Caja                                             | Allenatori | Francesco Vitucci                                   |

##### Girone di ritorno
| Arbitri: | Saverio Lanzarini (Bologna) Beniamino Manuel Attard (Priolo Gargallo) Dario Morelli (Brindisi) |

|                                                                               |            |                                                   |
| Kristjan Kangur 16 Dominique Johnson 14 Christian Eyenga, Aleksa Avramović 10 | Punti      | 21 Rok Stipčević 13 David Bell 10 Brian Sacchetti |
| Eric Maynor 5                                                                 | Assist     | 4 Trevor Lacey                                    |
| Eric Maynor 6                                                                 | Rimbalzi   | 7 Gani Lawal                                      |
| Attilio Caja                                                                  | Allenatori | Federico Pasquini                                 |

| Arbitri: | Manuel Mazzoni (Grosseto) Alessandro Vicino (Argelato) Gianluca Calbucci (Pomezia) |

|                           |            |                                           |
| Sosa 22 Putney 20 Watt 12 | Punti      | 26 Dominique Johnson 21 Maynor 15 Ferrero |
| Sosa 6                    | Assist     | 2 Eyenga                                  |
| Putney 8                  | Rimbalzi   | 21 Anosike                                |
| Sandro Dell'Agnello       | Allenatori | Attilio Caja                              |

| Varese 5 febbraio 2017, ore 18:15 UTC+1 3ª giornata | Pall. Varese | – | Olimpia Milano | Pala2a |

| Brindisi 12 febbraio 2017, ore 18:15 UTC+1 4ª giornata | N.B. Brindisi | – | Pall. Varese | PalaPentassuglia |

| Varese 26 febbraio 2017, ore 18:15 UTC+1 5ª giornata | Pall. Varese | – | Pistoia Basket | Pala2a |

| Avellino 5 marzo 2017, ore 18:15 UTC+1 6ª giornata | Scandone Avellino | – | Pall. Varese | Palasport Giacomo Del Mauro |

| Varese 12 marzo 2017, ore 18:15 UTC+1 7ª giornata | Pall. Varese | – | V.L. Pesaro | Pala2a |

| Brescia 19 marzo 2017, ore 18:15 UTC+1 8ª giornata | Basket Brescia | – | Pall. Varese | PalaGeorge |

| Varese 26 marzo 2017, ore 18:15 UTC+2 9ª giornata | Pall. Varese | – | Orlandina | Pala2a |

| Cantù 2 aprile 2017, ore 18:15 UTC+2 10ª giornata | Pall. Cantù | – | Pall. Varese | Mapooro Arena |

| Reggio Emilia 9 aprile 2017, ore 18:15 UTC+2 11ª giornata | Pall. Reggiana | – | Pall. Varese | PalaBigi |

| Varese 15 aprile 2017, ore 18:15 UTC+2 12ª giornata | Pall. Varese | – | Aquila Trento | Pala2a |

| Venezia 23 aprile 2017, ore 18:15 UTC+2 12ª giornata | Reyer Venezia | – | Pall. Varese | Palasport Taliercio |

| Varese 30 aprile 2017, ore 20:30 UTC+2 14ª giornata | Pall. Varese | – | Vanoli Cremona | Pala2a |

| Torino 7 maggio 2017, ore 18:15 UTC+2 15ª giornata | Auxilium Torino | – | Pall. Varese | PalaRuffini |

### FIBA Champions League

#### Round di qualificazione

##### Round di qualificazione 2
| Arbitri: | Tomas Jasevicius Fernando Calatrava Cuevas Aleksandar Milojevic |

|                                        |            |                                         |
| C. Morais 13 R. Barber 12 D. Hollis 11 | Punti      | 19 C. Eyenga 14 M. Johnson 11 E. Maynor |
| M. Fernandes 3                         | Assist     | 8 E. Maynor                             |
| D. Hollis 10                           | Rimbalzi   | 9 O.D. Anosike                          |
| Carlos Lisboa                          | Allenatori | Paolo Moretti                           |

| Arbitri: | Srdan Dozai Gentian Cici Oskars Lucis |

|                                                  |            |                                       |
| C. Eyenga 15 M. Johnson 12 G. Ferrero 9          | Punti      | 21 D. Hollis 17 C. Morais 9 J. Soares |
| O.D. Anosike, E. Maynor, M. Bulleri, C. Eyenga 2 | Assist     | 6 D. Raivio                           |
| O.D. Anosike, N. Pelle 9                         | Rimbalzi   | 11 C. Andrade                         |
| Paolo Moretti                                    | Allenatori | Carlos Lisboa                         |

### Regular season
|    | Classifica Gruppo C | P.ti | G  | V  | P  | PF   | PS   | DP   |
| -- | ------------------- | ---- | -- | -- | -- | ---- | ---- | ---- |
| 1. | ASVEL               | 24   | 14 | 10 | 4  | 1063 | 977  | +86  |
| 2. | Neptūnas Klaipėda   | 24   | 14 | 10 | 4  | 1051 | 958  | +93  |
| 3. | EWE Oldenburg       | 24   | 14 | 10 | 4  | 1070 | 983  | +87  |
| 4. | PAOK Salonicco      | 21   | 14 | 7  | 7  | 1031 | 990  | +41  |
| 5. | Ventspils           | 21   | 14 | 7  | 7  | 1061 | 1057 | +4   |
| 6. | Uşak Sportif        | 19   | 14 | 5  | 9  | 1056 | 1092 | -36  |
| 7. | Pall. Varese        | 18   | 14 | 4  | 10 | 981  | 1123 | -142 |
| 8. | Rosa Radom          | 17   | 14 | 3  | 11 | 959  | 1092 | -133 |

| Risultati      | ASV   | NEP   | OLD   | PAO   | RAD   | USA    | VAR   | VEN   |
| -------------- | ----- | ----- | ----- | ----- | ----- | ------ | ----- | ----- |
| ASVEL          |       | 68-64 | 76-69 | 70-56 | 87-67 | 83-69  | 86-70 | 83-68 |
| Neptūnas       | 81-67 |       | 69-73 | 68-63 | 66-63 | 103-88 | 94-60 | 84-68 |
| Oldenburg      | 79-81 | 63-64 |       | 67-62 | 83-71 | 106-77 | 78-53 | 87-73 |
| PAOK Salonicco | 61-67 | 82-73 | 79-82 |       | 85-66 | 59-52  | 78-69 | 85-81 |
| Rosa Radom     | 63-83 | 65-71 | 66-70 | 93-85 |       | 83-77  | 61-74 | 63-79 |
| Uşak           | 70-58 | 65-67 | 60-65 | 78-77 | 96-76 |        | 87-64 | 74-69 |
| Varese         | 83-82 | 67-86 | 76-71 | 70-75 | 62-69 | 85-77  |       | 82-88 |
| Ventspils      | 77-72 | 66-61 | 76-77 | 54-84 | 74-53 | 97-86  | 91-66 |       |

Legenda:
      Ammesso ai play off di FIBA Champions League
      Ammesso ai play off di FIBA Europe Cup
      Eliminato
Note:
Due punti a vittoria, uno a sconfitta.

#### Girone di andata
| Arbitri: | Murat Biricik Petr Hrusa Miguel Angel Perez Niz |

|                                                                        |            |                                                   |
| Aleksa Avramović 29 Christian Eyenga, Melvin Johnson 10 Norvel Pelle 9 | Punti      | 19 Walter Hodge 13 Adrian Uter 12 Nikola Dragović |
| Eric Maynor 5                                                          | Assist     | 9 Walter Hodge                                    |
| O.D. Anosike 9                                                         | Rimbalzi   | 12 Darryl Watkins                                 |
| Paolo Moretti                                                          | Allenatori | J.D. Jackson                                      |

| Arbitri: | Apostolos Kalpakas Alexey Davydov Mart Uuehendrik |

|                                                         |            |                                                        |
| Jimmy Baron 19 Tadas Klimavičius 16 Martynas Mažeika 14 | Punti      | 15 Aleksa Avramović 13 Luca Campani 9 Christian Eyenga |
| Larry Drew 6                                            | Assist     | 3 Aleksa Avramović, Melvin Johnson                     |
| Mindaugas Kačinas 8                                     | Rimbalzi   | 5 O.D. Anosike                                         |
| Dainius Adomaitis                                       | Allenatori | Paolo Moretti                                          |

| Arbitri: | Petar Obradovic Fernando Calatrava Cuevas Nicolas Maestre |

|                                             |            |                                                |
| Eyenga 23 Avramović, Cavaliero 12 Maynor 10 | Punti      | 14 Peiners 11 Bryant, Chrysikopoulos 10 Taylor |
| Maynor 4                                    | Assist     | 3 Tsochlas                                     |
| Cavaliero 7                                 | Rimbalzi   | 13 Clanton                                     |
| Paolo Moretti                               | Allenatori | Soulīs Markopoulos                             |

| Arbitri: | Aleksandar Glisic Marek Cmikiewicz Pedro Coelho |

|                                                                       |            |                                                           |
| Aigars Šķēle 18 Willie Deane 16 Kristaps Janičenoks, Ronalds Zaķis 13 | Punti      | 17 Christian Eyenga 11 Aleksa Avramović 10 Melvin Johnson |
| Māris Ziediņš, Aigars Šķēle 5                                         | Assist     | 2 tre giocatori                                           |
| Ronalds Zaķis 12                                                      | Rimbalzi   | 5 tre giocatori                                           |
| Kārlis Muižnieks                                                      | Allenatori | Paolo Moretti                                             |

| Arbitri: | Srdan Dozai Boris Krejic Anastasios Piloidis |

|                                                                       |            |                                                              |
| Eric Maynor, Christian Eyenga 14 Aleksa Avramović 10 Melvin Johnson 8 | Punti      | 19 Tyrone Brazelton 15 Darnell Jackson 13 Jarosław Zyskowski |
| Eric Maynor 5                                                         | Assist     | 4 Tyrone Brazelton                                           |
| O.D. Anosike 10                                                       | Rimbalzi   | 10 Michał Sokołowski, Tyrone Brazelton                       |
| Paolo Moretti                                                         | Allenatori | Wojciech Kamiński                                            |

| Arbitri: | Aleksandar Glisic Erez Gurion Marek Maliszewski |

|                                                    |            |                                                       |
| Mark Lyons 18 D'Angelo Harrison 22 Zach Auguste 16 | Punti      | 14 O.D. Anosike 12 Christian Eyenga 11 Melvin Johnson |
| D'Angelo Harrison 7                                | Assist     | 2 quattro giocatori                                   |
| Zach Auguste 8                                     | Rimbalzi   | 17 O.D. Anosike                                       |
| Ozan Bulkaz                                        | Allenatori | Paolo Moretti                                         |

| Arbitri: | Eddie Viator Petr Hrusa Luka Kardum |

|                                                              |            |                                                      |
| Aleksa Avramović 16 Christian Eyenga 15 Daniele Cavaliero 12 | Punti      | 19 Brian Qvale 15 Maxime De Zeeuw 11 Frantz Massenat |
| Eric Maynor 4                                                | Assist     | 5 Chris Kramer                                       |
| quattro giocatori 5                                          | Rimbalzi   | 9 Brian Qvale                                        |
| Paolo Moretti                                                | Allenatori | Mladen Drijenčić                                     |

#### Girone di ritorno
| Arbitri: | Antonio Conde Aris Bijedic Petr Hrusa |

|                                                                            |            |                                                         |
| Bandja Sy, Walter Hodge 16 DeMarcus Nelson 13 Adrian Uter, Nicolas Lang 12 | Punti      | 17 Aleksa Avramović 13 Eric Maynor 11 Daniele Cavaliero |
| Walter Hodge, DeMarcus Nelson 7                                            | Assist     | 4 Christian Eyenga                                      |
| Darryl Watkins 5                                                           | Rimbalzi   | 9 O.D. Anosike                                          |
| J.D. Jackson                                                               | Allenatori | Paolo Moretti                                           |

| Arbitri: | Janusz Calik Fernando Calatrava Cuevas Martin Horozov |

|                                                         |            |                                                        |
| Dominique Johnson 19 Matteo Canavesi 12 Norvel Pelle 10 | Punti      | 23 Jimmy Baron 14 Omari Johnson 9 Mindaugas Girdžiūnas |
| Eric Maynor, Aleksa Avramović 3                         | Assist     | 10 Larry Drew                                          |
| Norvel Pelle 7                                          | Rimbalzi   | 5 tre giocatori                                        |
| Paolo Moretti                                           | Allenatori | Dainius Adomaitis                                      |

| Arbitri: | David Chambon Boris Krejic Tomislav Vovk |

|                                                         |            |                                          |
| Clanton, Sibert 15 Peiners, Glyniadakīs 11 Margaritis 9 | Punti      | 20 Johnson 11 Cavaliero 10 Maynor, Pelle |
| Koniarīs 6                                              | Assist     | 5 Maynor                                 |
| Clanton 11                                              | Rimbalzi   | 10 Anosike, Pelle                        |
| Soulīs Markopoulos                                      | Allenatori | Paolo Moretti                            |

| Arbitri: | Aleksandar Glisic Panagiotis Anastopoulos Jean-Charles Collin |

|                                                          |            |                                                                              |
| Dominique Johnson 25 O.D. Anosike 17 Christian Eyenga 16 | Punti      | 16 Folarin Campbell 14 Māris Gulbis 12 Edgaras Želionis, Kristaps Janičenoks |
| Eric Maynor 5                                            | Assist     | 7 Folarin Campbell                                                           |
| O.D. Anosike 11                                          | Rimbalzi   | 7 Folarin Campbell                                                           |
| Attilio Caja                                             | Allenatori | Kārlis Muižnieks                                                             |

| Arbitri: | Borys Shulga Regis Bardera Marius Ciulin |

|                                                       |            |                                               |
| Darnell Jackson 20 Robert Witka 13 Jordan Callahan 10 | Punti      | 21 Eric Maynor 10 O.D. Anosike 9 Norvel Pelle |
| Michał Sokołowski4                                    | Assist     | 5 Eric Maynor                                 |
| Darnell Jackson, Gary Bell 5                          | Rimbalzi   | 10 O.D. Anosike                               |
| Wojciech Kamiński                                     | Allenatori | Attilio Caja                                  |

| Arbitri: | Rodovir Vojinovic Boris Krejic Petar Obradovic |

|                                                     |            |                                                                                   |
| Dominique Johnson 22 Norvel Pelle 17 Eric Maynor 11 | Punti      | 18 Zach Auguste 14 Šarūnas Vasiliauskas, Shaquielle McKissic 11 Rolands Freimanis |
| Eric Maynor 8                                       | Assist     | 5 D'Angelo Harrison                                                               |
| Norvel Pelle 7                                      | Rimbalzi   | 11 Zach Auguste                                                                   |
| Attilio Caja                                        | Allenatori | Ozan Bulkaz                                                                       |

| Arbitri: | Eddie Viator Martins Kozlovskis Oscar Perea |

|                                                          |            |                                                             |
| Vladimir Mihailović 15 Brian Qvale 12 Frantz Massenat 11 | Punti      | 20 Aleksa Avramović 9 Daniele Cavaliero 5 Dominique Johnson |
| Frantz Massenat 6                                        | Assist     | 3 Aleksa Avramović                                          |
| Maxime De Zeeuw 7                                        | Rimbalzi   | 9 O.D. Anosike                                              |
| Mladen Drijenčić                                         | Allenatori | Attilio Caja                                                |